# Kim jest Clark Rockefeller?
Kim jest Clark Rockefeller? (ang. Who Is Clark Rockefeller?) – amerykański film kryminalny z 2010 roku w reżyserii Mikaela Salomona. Wyprodukowany przez Sony Pictures Television.
Film jest oparty na autentycznych wydarzeniach. Premiera filmu miała miejsce 13 marca 2010 roku na amerykańskim kanale Lifetime.

## Opis fabuły
Niemiec Christian Karl Gerhartsreiter (Eric McCormack) wyjeżdża do Stanów Zjednoczonych. Podszywa się pod dziedzica fortuny, Clarka Rockefellera. Żeni się z milionerką Sandrą Boss (Sherry Stringfield). Gdy się rozwodzą, Clark chce porwać córkę. Wtedy na jego ślad wpada FBI.
Christian Gerhartsreiter, Chris Gerhart, Christopher Chichester, Christopher Crowe, Clark Rockefeller, Chip Smith – pod tymi nazwiskami imigrant z Niemiec, który przyjechał do USA w latach ’70 mieszkał i oszukiwał wyższe sfery Ameryki na obu wybrzeżach. Żył i działał m.in. w Los Angeles, Nowym Jorku i Bostonie. Schemat poczynań hochsztaplera był zawsze taki sam. Wkupić się w łaski społeczności, a potem wyciągać z niej pieniądze. Clark jednak zawsze budował wokół siebie historie człowieka wielkiego, związanego z arystokracją, dużymi pieniędzmi i sławnymi nazwiskami. Ponadto był to mężczyzna, który z ogromną łatwością potrafił manipulować, dlatego ludzie tak bardzo mu wierzyli…
Christian Karl Gerhartsreiter (Eric McCormack) przekonująco wcielał się w doradcę w Pentagonie, gospodarza talk-show czy też członka rodziny Rockfellerów. Jako Clark Rockfeller poślubił milionerkę Sandrę Boss (Sherry Stringfield). Małżeństwo przetrwało 12 lat, ale po rozwodzie prawa do wychowywania jedynej córki Reigh (Emily Alyn Lind) przyznano matce. Clark postanowił porwać córkę. Śledztwo powierzono agentce FBI Megan Norton (Regina Taylor). Wkrótce na jaw wychodzi prawdziwa tożsamość Christiana.

## Obsada
Źródło: Filmweb
- Sherry Stringfield jako Sandra Boss
- Philip Akin jako detektyw Lewis Cook
- Ted Atherton jako detektyw John Ryan
- Marcia Bennett jako ciotka Marjorie
- Carleigh Beverly jako Meredith
- Krista Bridges jako agentka Susan Pascale
- Jack Grinhaus jako Lawrence Jones
- Art Hindle jako William Boss
- Lara Kelly jako Lindsay Royce
- Emily Alyn Lind jako Reigh Boss
- Jane Maggs jako kuzynka Jean
- Eric McCormack jako Christian Gerhartsreiter / Clark Rockefeller

i inni